# Čukur
Čukur is een plaats in de gemeente Hrvatska Kostajnica in de Kroatische provincie Sisak-Moslavina. De plaats telt 93 inwoners (2001).